# Chemsakiella ricei
Chemsakiella ricei är en skalbaggsart som först beskrevs av Chemsak 1984.  Chemsakiella ricei ingår i släktet Chemsakiella och familjen långhorningar. Inga underarter finns listade i Catalogue of Life.